# زنوجة

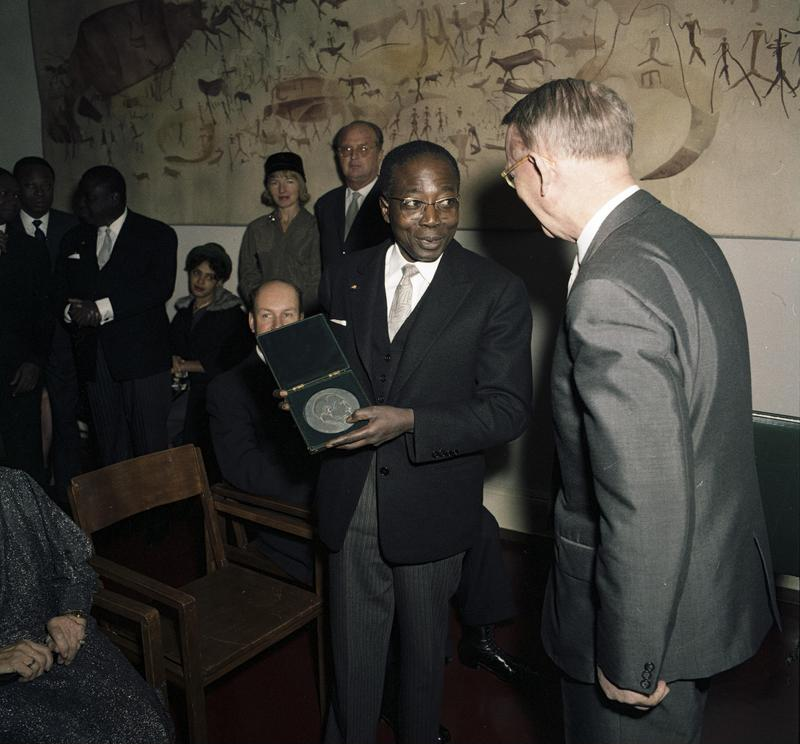

الزنوجة (بالإنجليزية: Négritude) إطار للنقد والتنظير الأدبي، طوَّره المفكرون والكتبة والسياسيون المتكلمون بالفرنسية من الشتات الأفريقي في ثلاثينيات القرن العشرين، لزيادة «وعي السود» في أفريقيا والشتات الأفريقي عمومًا. أسسها كل من: الشاعر المارتينيكي إيمي سيزير، وليوبولد سيدار سنغور أول رئيس للسنغال بعد الاستقلال، وليون داماس الغوياني. تنكَّر مفكرو الزنوجة للاستعمارية، وأكدوا على أهمية الشعور بانتماء لأفريقيا وارتباط بجميع ذوي الأصول الأفريقية في جميع أنحاء العالم. وظَّف مفكِّروها الفلسفة السياسية الماركسية في تقاليد السود الراديكالية. اعتمدوا على أسلوب أدبي سريالي، ويقال إنهم أيضًا تأثروا بالأسلوبية السريالية، وغالبًا ما درسوا في كتاباتهم الوجود بين الشتات، وتأكيد الذات والهوية، وأفكار «الديار» و«الذهاب إلى الديار» و«الانتماء». ربما تكون قصيدة سيزير «مفكِّرة رجوع إلى أرضي الأصلية» أبرز عمل زنوجي.
ألهمت الزنوجة إقامة حركات عديدة في الشتات الأفريقي، منها السريالية الأفريقية والكريولية في منطقة الكاريبي، و«الأسود جميل» في الولايات المتحدة. وكثيرًا ما أشار إليها فرانز فانون في كتاباته.

## تطوُّرها في القرن العشرين
في عشرينيات القرن الماضي وثلاثينياته تجمَّع طلاب وباحثون شباب سود -أغلبهم من المناطق والمستعمرات الفرنسية- في باريس، حيث تعرّفوا كُتَّاب نهضة هارلم على يَدَي بوليت ناردال وأختها جين. ساهمت الأختان بكتاباتهما في نقاشات الزنوجة، وكان لهما صالون كلامار، وهو ملتقى شاي للنخبة الفرنسية الأفريقية، كان كثيرًا ما يشهد نقاشات حول فلسفة الزنوجة. أسست بوليت والدكتور ليو ساجو الهايتي مجلة العالَم الأسود التي كانت تُنشر بين 1931 و1932 بالإنجليزية والفرنسية، لاستمالة المثقفين الأفريقيين والكاريبيين الموجودين في باريس. وازى هذا الاحتشادَ الهارلمي تطورُ الزنوجة في المناطق الكاريبية الناطقة بالإسبانية.
كان لكل داعٍ إلى الزنوجة فكره الخاص عن غرضها وأساليبها، لكن الفلسفة امتازت عمومًا بمعارضة الاستعمار، واستنكار لاإنسانية أوروبا، ورفض الهيمنة الغربية على الأفكار. والظاهر أن الحركة أيضًا كان لها صلات هايدغريّة، من حيث أن هدفها كان تحقيق مفهوم «الوجود [الأسود] في العالَم»، لتأكيد أن للسود تاريخًا فعلًا، وثقافة قيّمة جديرة بأن تكون في منزلة واحدة مع ثقافات البلدان الأخرى.